# Nicolás González Iglesias
Nicolás González Iglesias (A Coruña, 3 de gener de 2002) és un futbolista gallec que juga com a migcampista pel Manchester City FC.
De família de futbolistes, és fill de Fran, destacat futbolista del Superdepor dels anys 90, i nebot de José Ramón.

## Carrera esportiva

### FC Barcelona
Va debutar amb el primer equip del FC Barcelona el 15 d'agost de 2021, en el primer partit de la lliga 2021-22 al Camp Nou contra la Reial Societat, en què va substituir Sergi Busquets al minut 82. Quinze dies més tard, en la tercera jornada de lliga, va entrar als darrers minuts en lloc de Martin Braithwaite, en un Barça - Getafe que acabà en victòria blaugrana per 2-1. El 26 de setembre va tornar a ser titular en la victòria del Barça 3-0 sobre el Llevant UE en Liga. El 2 de novembre de 2021 fou titular per primer cop en Champions en la victòria 0-1 sobre l'FC Dinamo de Kiev, amb una molt bona actuació. El 12 de desembre va marcar el seu primer gol en un empat del Barça 2-2 contra el CA Osasuna en partit de Lliga. El 18 de desembre va marcar el seu segon gol amb el primer equip en lliga, en la victòria 3-2 davant de l'Elx CF.

#### Cessió al València
El 13 d'agost de 2022, Nico va renovar contracte amb el Barça fins al 2026, i immediatament va signar contracte de cessió amb el València CF per la temporada 2022-23.

### Porto
El 29 de juliol de 2023, el FC Porto portuguès va adquirir Nico per 8,5 milions d'euros, i el FC Barcelona es reservà una clàusula de recompra.

### Manchester City
El 3 de febrer de 2025, pocs minuts abans de la finalització de la finestra del mercat d'hivern, es va oficialitzar el seu fitxatge pel Manchester City, per un valor aproximat de 60 milions d'euros. El Barça, al ser propietari del 40% dels drets del jugador, ingressà uns 24 milions d'euros del traspàs.